# N18TG2
N18TG2细胞是一种源自A/J实验小鼠的神经母细胞瘤细胞系，通过体细胞杂交瘤技术产生了NSC-34、MN9D等用于神经生物学研究的细胞系。

## 外部連結
- Cellosaurus entry for N18TG2